# Snowboard na Zimowej Uniwersjadzie 2013 – slalom gigant równoległy mężczyzn
Konkurencja slalomu giganta równoległego mężczyzn w snowboardzie na Zimowej Uniwersjadzie 2013 została rozegrana 19 grudnia. Złotym medalistą został reprezentant Austrii Sebastian Kislinger. 
W konkurencji tej startowało czterech reprezentantów Polski. Tomasz Kowalczyk został sklasyfikowany na 8. miejscu, Jędrzej Derda na 18., Oskar Bom na 24., a Andrzej Gąsienica-Daniel na 31.

## Wyniki

### Kwalifikacje
| Pozycja | Nr | Zawodnik                 | Czas zjazd 1 | Czas zjazd 2 | Łącznie   | Uwagi |
| ------- | -- | ------------------------ | ------------ | ------------ | --------- | ----- |
| 1       | 54 | Sebastian Kislinger      | 40,47        | 41,84        | 1:22,31   | Q     |
| 2       | 51 | Kim Sang-kyum            | 41,87        | 40,51        | 1:22,38   | Q     |
| 3       | 58 | Radosław Jankow          | 40,67        | 42,09        | 1:22,78   | Q     |
| 4       | 61 | Tim Mastnak              | 41,54        | 41,32        | 1:22,86   | Q     |
| 5       | 66 | Choi Bo-gun              | 40,53        | 42,38        | 1:22,91   | Q     |
| 6       | 63 | Aleksiej Żiwajew         | 42,28        | 40,99        | 1:23,27   | Q     |
| 7       | 57 | Shin Bong-shik           | 42,24        | 41,14        | 1:23,38   | Q     |
| 8       | 56 | Alexander Payer          | 41,21        | 42,70        | 1:23,91   | Q     |
| 9       | 68 | Gim Yong-hyeon           | 41,32        | 42,61        | 1:23,93   | Q     |
| 10      | 59 | Jure Hafner              | 42,46        | 41,63        | 1:24,09   | Q     |
| 11      | 65 | Ołeksandr Bielinskij     | 42,62        | 42,28        | 1:24,90   | Q     |
| 12      | 67 | Tomasz Kowalczyk         | 43,20        | 41,84        | 1:25,04   | Q     |
| 13      | 55 | Bogdan Bogdanow          | 42,69        | 42,47        | 1:25,16   | Q     |
| 14      | 60 | Aaron March              | 40,88        | 44,52        | 1:25,40   | Q     |
| 15      | 62 | Maximilian Köpf          | 42,00        | 43,55        | 1:25,55   | Q     |
| 16      | 77 | Shinnosuke Kamino        | 42,91        | 42,71        | 1:25,62   | Q     |
| 17      | 79 | Andriej Zaleznij         | 43,42        | 42,26        | 1:25,68   |       |
| 18      | 82 | Jędrzej Derda            | 43,37        | 42,61        | 1:25,98   |       |
| 19      | 53 | Taras Bihus              | 43,57        | 42,82        | 1:26,39   |       |
| 20      | 80 | Artiem Malinowskij       | 44,12        | 42,94        | 1:27,06   |       |
| 21      | 52 | Corsin Heim              | 43,21        | 43,98        | 1:27,19   |       |
| 22      | 74 | Manabu Kobayashi         | 43,28        | 44,10        | 1:27,38   |       |
| 23      | 70 | David van Wijnkoop       | 42,56        | 44,83        | 1:27,39   |       |
| 24      | 71 | Oskar Bom                | 43,88        | 43,94        | 1:27,82   |       |
| 25      | 84 | Rołłan Sadykow           | 45,08        | 44,16        | 1:29,24   |       |
| 26      | 72 | Ołeksandr Gasczparowycz  | 45,74        | 48,07        | 1:33,81   |       |
| 27      | 83 | Thomas Graham            | 47,42        | 48,04        | 1:35,46   |       |
| 28      | 75 | Giorgio Varesco          | 48,71        | 49,73        | 1:38,44   |       |
| 29      | 87 | Jegor Zawarzin           | 59,09        | 51,01        | 1:50,10   |       |
| 30      | 81 | Ibrahim Ali Guzeltan     | 58,69        | 55,42        | 1:54,11   |       |
| 31      | 64 | Andrzej Gąsienica-Daniel | 43,01        | DNS          | 9:99.99 ! |       |
| 32      | 76 | Matej Baco               | 47,49        | DSQ          | 9:99.99 ! |       |
| 33      | 85 | Olgun Yalcin             | 99.99 !      | 56,17        | 56,17     |       |
| 34      | 89 | Shaun Nakamine           | 99.99 !      | 59,13        | 59,13     |       |
| 35      | 78 | Tanzer Pehlivan          | 1:01,80      | 99.99 !      | 1:01,80   |       |
| 36 !    | 88 | Ryan McGowan             | DSQ          | 99.99 !      | 9:99.99 ! |       |
| 36 !    | 73 | Albert Jelinek           | 99.99 !      | DSQ          | 9:99.99 ! |       |
| 36 !    | 69 | Roman Aleksandrowskij    | 99.99 !      | DSQ          | 9:99.99 ! |       |
| 36 !    | 86 | Philip Hessler           | DNS          | 99.99 !      | 9:99.99 ! |       |

### 1/8 finału
| Pozycja | Nr | Zawodniczka          | Para | Zjazd 1 | Zjazd 2 | Uwagi |
| ------- | -- | -------------------- | ---- | ------- | ------- | ----- |
|         | 54 | Sebastian Kislinger  | 1    | ...     | Wygrana | Q 1/4 |
| 16      | 77 | Shinnosuke Kamino    | 1    | ...     | +2,49   |       |
|         | 56 | Alexander Payer      | 2    | ...     | Wygrana | Q 1/4 |
| 11      | 68 | Gim Yong-hyeon       | 2    | ...     | +0,02   |       |
|         | 67 | Tomasz Kowalczyk     | 3    | ...     | Wygrana | Q 1/4 |
| 10      | 66 | Choi Bo-gun          | 3    | ...     | +0,47   |       |
|         | 61 | Tim Mastnak          | 4    | ...     | Wygrana | Q 1/4 |
| 14      | 55 | Bogdan Bogdanow      | 4    | ...     | +5,28   |       |
|         | 60 | Aaron March          | 5    | ...     | Wygrana | Q 1/4 |
| 9       | 58 | Radosław Jankow      | 5    | ...     | +1,95   |       |
|         | 63 | Aleksiej Żiwajew     | 6    | ...     | Wygrana | Q 1/4 |
| 13      | 65 | Ołeksandr Bielinskij | 6    | ...     | +0,34   |       |
|         | 57 | Shin Bong-shik       | 7    | ...     | Wygrana | Q 1/4 |
| 12      | 59 | Jure Hafner          | 7    | ...     | +2,50   |       |
|         | 51 | Kim Sang-kyum        | 8    | ...     | Wygrana | Q 1/4 |
| 15      | 62 | Maximilian Köpf      | 8    | ...     | +0,48   |       |

### Ćwierćfinał
| Pozycja | Nr | Zawodniczka         | Para | Zjazd 1 | Zjazd 2 | Uwagi |
| ------- | -- | ------------------- | ---- | ------- | ------- | ----- |
|         | 54 | Sebastian Kislinger | 9    | ...     | Wygrana | Q 1/2 |
| 7       | 56 | Alexander Payer     | 9    | ...     | +0,00   |       |
|         | 61 | Tim Mastnak         | 10   | ...     | Wygrana | Q 1/2 |
| 8       | 67 | Tomasz Kowalczyk    | 10   | ...     | +2,03   |       |
|         | 60 | Aaron March         | 11   | ...     | Wygrana | Q 1/2 |
| 5       | 63 | Aleksiej Żiwajew    | 11   | ...     | +20,31  |       |
|         | 51 | Kim Sang-kyum       | 12   | ...     | Wygrana | Q 1/2 |
| 6       | 57 | Shin Bong-shik      | 12   | ...     | +1,69   |       |

### Półfinał
| Pozycja | Nr | Zawodniczka         | Para | Zjazd 1 | Zjazd 2 | Uwagi |
| ------- | -- | ------------------- | ---- | ------- | ------- | ----- |
|         | 54 | Sebastian Kislinger | 13   | ...     | Wygrana | Q F   |
|         | 61 | Tim Mastnak         | 13   | ...     | +0,12   | Q MF  |
|         | 60 | Aaron March         | 14   | ...     | Wygrana | Q F   |
|         | 51 | Kim Sang-kyum       | 14   | ...     | +0,15   | Q MF  |

### Finał
| Pozycja | Nr | Zawodniczka         | Para | Zjazd 1 | Zjazd 2 | Uwagi |
| ------- | -- | ------------------- | ---- | ------- | ------- | ----- |
|         | 54 | Sebastian Kislinger | 16   | ...     | Wygrana |       |
|         | 60 | Aaron March         | 16   | ...     | +0,57   |       |
|         | 61 | Tim Mastnak         | 15   | ...     | Wygrana |       |
| 4       | 51 | Kim Sang-kyum       | 15   | ...     | +0,49   |       |